# Makutino
Makutino (ros. Макутино) – wieś (dieriewnia) w Rosji, w rejonie czerepowieckim obwodu wołogodzkiego. W 2010 liczyła 4 mieszkańców.